# Rubus junceus
Rubus junceus är en rosväxtart som beskrevs av Blanchard. Rubus junceus ingår i släktet rubusar, och familjen rosväxter. Utöver nominatformen finns också underarten R. j. regionalis.